# Dovima

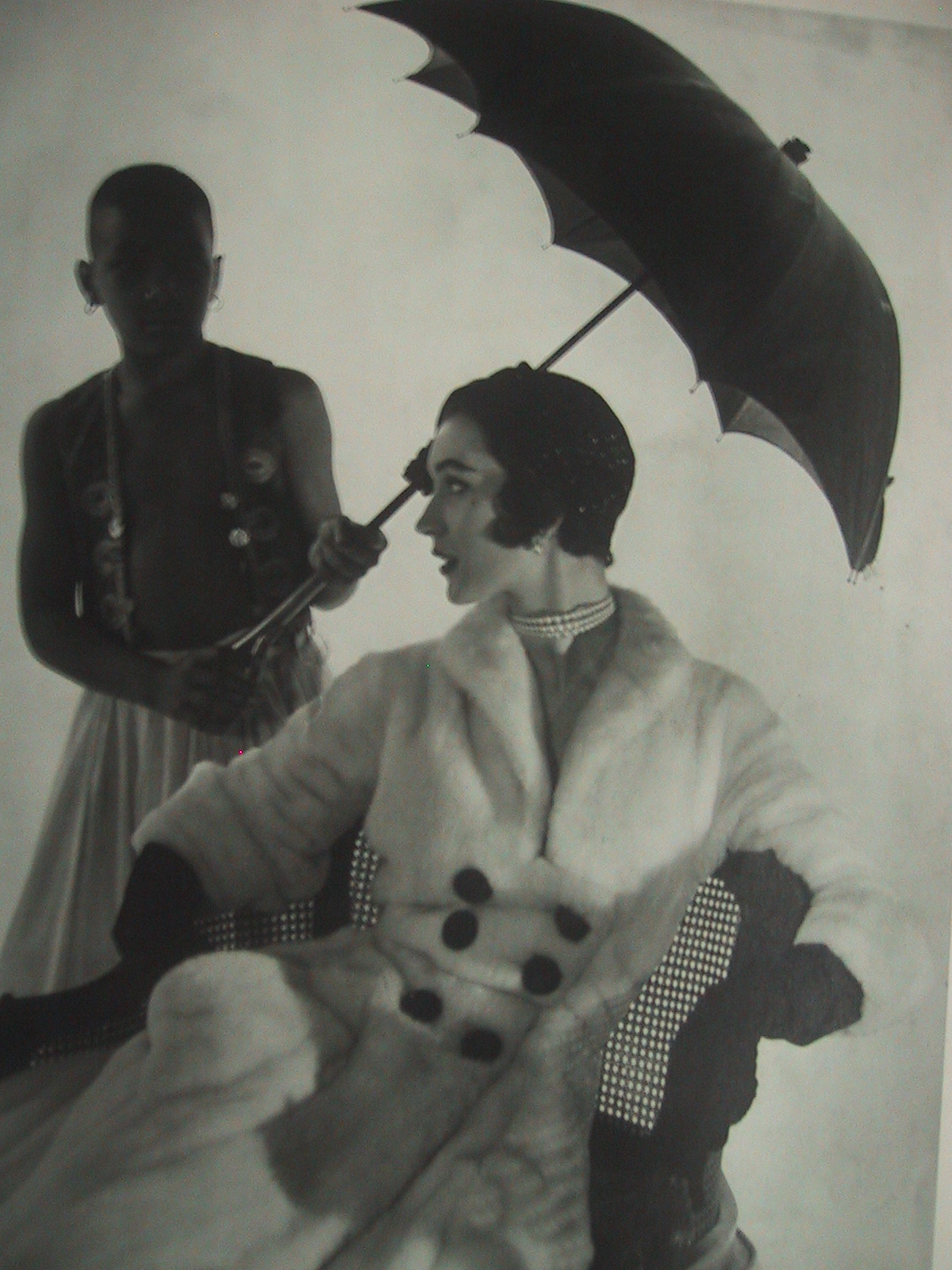
Dovima

Dorothy Virginia Margaret Juba (Queens, 11 december 1927 - 3 mei 1990), beter bekend als Dovima, was een Amerikaans fotomodel in de jaren vijftig.

## Biografie
Dovima werd op straat in New York ontdekt door een medewerker van Vogue en had de dag daarop haar eerste fotosessie met Irving Penn. Zij werkte nauw samen met fotograaf Richard Avedon.
Dovima was naar verluidt het bestbetaalde fotomodel in de jaren 50.
Zij speelde een rol in de film Funny Face in 1957 met Audrey Hepburn.
Op 3 mei 1990 overleed Dovima aan de gevolgen van leverkanker.
- Library of Congress Control Number: no2002108519
- Virtual International Authority File: 9522781
- WorldCat: E39PBJyWRXf4V6RVq48PH8dG73